# Inayat Khan
Inayat Khan, född 5 juli 1882, död 5 februari 1927, indisk musiker som grundade den moderna Sufi-rörelsen. 
Som medlem i en islamisk sufi-orden hade han funnit att samma sanning uppenbarades i olika religioner. Från 1910 verkade han i Europa och USA och besökte Sverige 1925. Hans anhängare organiserade rörelsen 1923 med centrum i Genève i Schweiz.